# 페르니크주

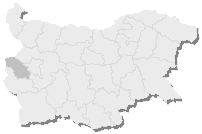
페르니크주의 위치

페르니크주(불가리아어: Област Перник)는 불가리아 서부에 위치한 주로, 주도는 페르니크이며 면적은 2,390.5km2, 인구는 156,561명, 인구 밀도는 68명/km2, 자동차 번호는 PK이다.
북쪽과 남동쪽으로는 소피아주, 북동쪽과 동쪽으로는 소피아시주, 남쪽과 남서쪽으로는 큐스텐딜주와 접하고 있고 서쪽으로는 세르비아와 국경을 접한다. 6개 시를 관할한다.

## 인구
| 연도                      | 인구    | ±%     |
| ------------------------- | ------- | ------ |
| 1946                      | 172,389 | —      |
| 1956                      | 180,228 | +4.5%  |
| 1965                      | 180,883 | +0.4%  |
| 1975                      | 174,624 | −3.5%  |
| 1985                      | 174,044 | −0.3%  |
| 1992                      | 163,307 | −6.2%  |
| 2001                      | 149,832 | −8.3%  |
| 2011                      | 133,530 | −10.9% |
| 2021                      | 114,162 | −14.5% |
| 출처: pop-stat.mashke.org |         |        |

## 같이 보기
- 불가리아의 주